# 京極宮公仁親王
京極宮公仁親王（きょうごくのみや きんひとしんのう、享保18年1月5日（1733年2月18日） - 明和7年6月22日（1770年7月14日））は、江戸時代中期の日本の皇族。世襲親王家の京極宮（桂宮）第9代当主。京極宮家仁親王の第一王子。幼称は若宮、後に寛保元年（1741年）に胡佐麿（こさまろ）と改称する。
寛保2年（1742年）に桃園天皇の猶子となる。延享2年（1745年）2月親王宣下を受け、公仁と命名される。同月元服して上総太守に任ぜられる。
同年12月三品に叙せられる。宝暦3年（1753年）12月二品に昇叙。宝暦4年（1754年）閑院宮直仁親王の第三王女の室子女王と結婚し、家仁親王から家督を譲られる。宝暦6年（1756年）室子女王が薨去し、宝暦9年（1759年）紀州徳川家の徳川宗直の女の寿子と再婚する。
明和7年（1770年）薨去。38歳。法名は清浄観院。
親王は、王子女に恵まれず、実子は、最初の妃であった室子女王との間に儲けた在子女王（後に一橋治済室）一人だけであった。親王没後、寿子妃を当主として宮家は維持されたが、寛政元年（1789年）に寿子妃が死去し、宮家は空主となった。